# Бдительный (эсминец, 1937)
«Бдительный» — эскадренный миноносец проекта 7 Черноморского флота ВМФ СССР. Был заложен в 1936 году, вошел в строй в 1939 году, имел тактический номер 25. Участник Великой Отечественной войны на Чёрном море. Был потоплен в ходе  налёта вражеской авиации в Новороссийской бухте 2 июля 1942 года .

## Постройка
Эсминец «Бдительный» был заложен 23 августа 1936 года на заводе имени 61 Коммунара в городе Николаеве. Спущен на воду 29 июня 1937 года. Официально включен в состав Черноморского флота 22 октября 1939 года.

## Конструкция

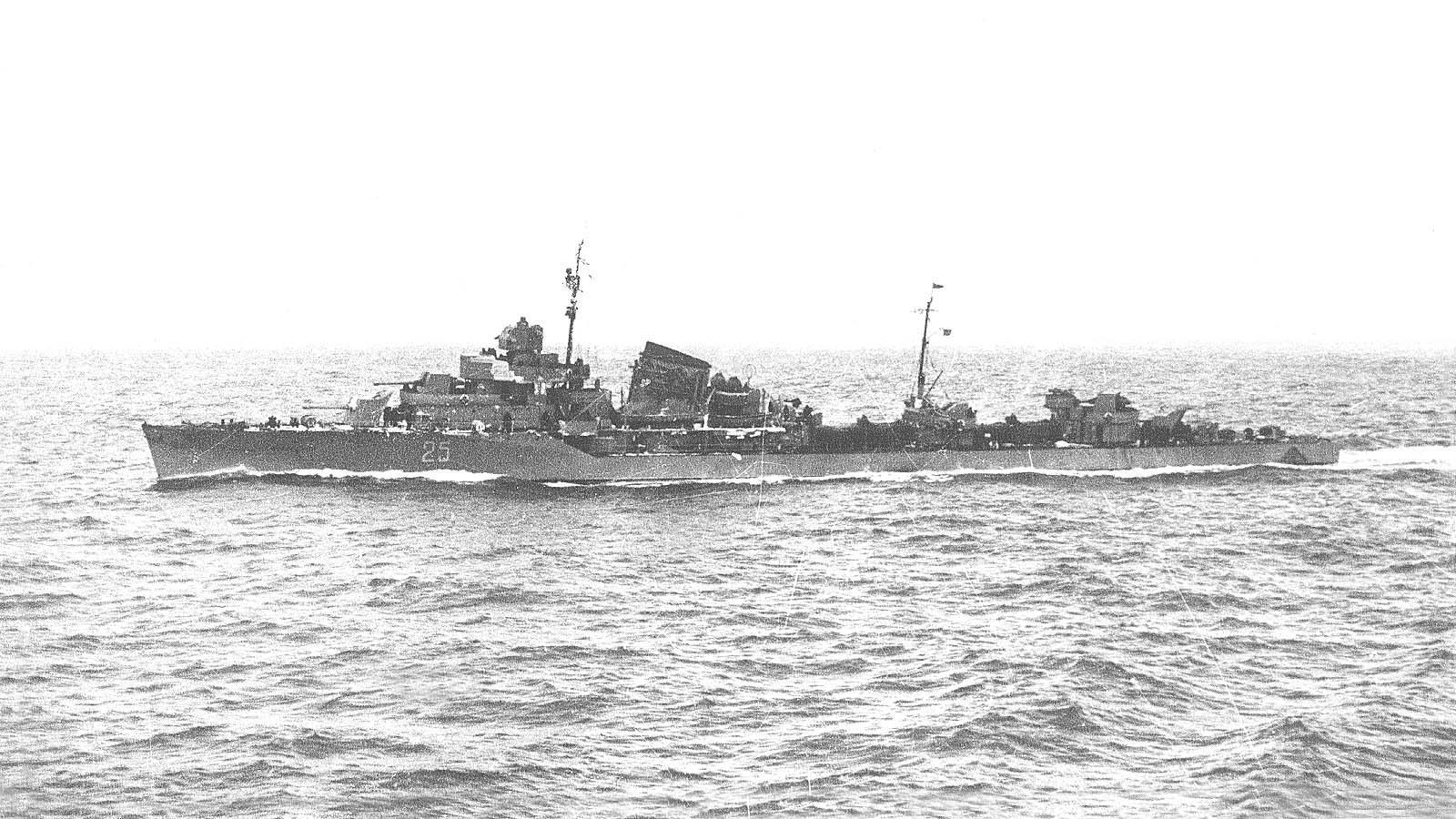

Мореходность 7 проекта была посредственной. Из-за зауженных обводов носовой части корпуса они сильно зарывались в волну; при волнении моря 8 баллов скорость падала до 5—8 узлов. Для повышения остойчивости на часть «семерок» в 1940—1941 годах уложили твёрдый балласт (82—67 тонн).

### Энергетическая установка
Два главных турбозубчатых трехкорпусных агрегата смешанной активно-реактивной системы и три водотрубных котла треугольного типа, мощностью 48 000 л. с. при 415 об/мин., которые вращали два гребных винта диаметром 3,18 м и шагом 3,65 м.

### Вооружение
Главный калибр
Артиллерия главного калибра у эсминцев проекта 7: четыре 130-мм орудия Б-13-I с длиной ствола 50 калибров, изготовленных заводом «Большевик», углы вертикального наведения от −5 до +45°. Все типы снарядов (осколочно-фугасные, полубронебойные и дистанционные гранаты) были одинакового веса — 33,5 кг и выпускались из ствола с начальной скоростью 870 м/с на максимальную дальность 139 кбт (25,7 км). Боезапас включал в себя 150 выстрелов на ствол, в перегруз (по вместимости погребов) корабль мог брать до 185 выстрелов на ствол — то есть в сумме до 740 снарядов и зарядов. Подача боеприпасов осуществлялась вручную, досылка — пневмодосылателем.
Зенитное вооружение ;
Зенитное вооружение составляли: пара 76-мм универсальных установок 34-К, два 45-мм полуавтомата 21-К, два 12,7-мм пулемёта ДШК. В ходе войны зенитное вооружение усиливалось за счет замены полуавтоматов 21-К на автоматические пушки 70-К и установки дополнительных 1-3 (в зависимости от наличия орудий) автоматов 70-К, пулеметов ДШК или полученных по Ленд-лизу зенитных пулеметов Виккерса или Кольта.
Торпедное вооружение
Торпедное вооружение включало в себя два 533-мм трехтрубных торпедных пороховых аппарата 39-Ю. Скорость вылета торпеды составляла 12 м/с. 533-мм торпеды 53-38(53-38У), длина 7,4 м, масса 1615 (1725) кг, масса ВВ (тротил) 300 (400) кг, дальность: 4,0 км ходом 44,5 узла, 8,0 — 34,5, 10,0 — 30,5. По проекту эсминцы могли нести дополнительно 6 запасных торпед в стеллажах, но перезарядка аппаратов вручную в свежую погоду оказалась невозможной.
Противолодочное вооружение
На расположенные на верхней палубе рельсы корабль мог принять 60 мин КБ-3, или 65 мин образца 1926 г., или 95 мин образца 1912 г. (в перегруз).
Стандартный набор глубинных бомб — 25 штук (10 больших Б-1 и 15 малых М-1); позже его довели до 40 Б-1 и 27 М-1. Большие бомбы хранились непосредственно в кормовых бомбосбрасывателях; малые — 12 в погребе и 8 в кормовом стеллаже на юте.

## История службы

### Начало войны
На момент 22 июня 1941 года Бдительный был приписан ко 2-му дивизиону эсминцев Эскадры ЧФ и перевооружался в Николаеве. Ремонт был завершен к 10 июля, когда корабль отправился в Севастополь, но ему пришлось вернуться на ремонт из-за неполадок, то же самое произошло через восемь дней. Прикрывая переброску недостроенных кораблей из Николаева в Севастополь 13 августа 1941 года, «Бдительный» получил повреждения при случайном столкновении с сухогрузом «Каменец-Подольский».
19 августа 1941 года лидер «Ташкент» в единственный раз за службу был использован в роли лидера дивизиона эсминцев в боевом патрулировании западной части Чёрного моря. Была поставлена задача искать и уничтожать военные корабли и транспортные суда противника. Вместе с эсминцами «Бодрый», «Беспощадный» и «Бдительный» лидер в течение четырёх дней не обнаружил ни одного корабля и 22 августа получил задание оказать артиллерийскую поддержку частям, оборонявшим Одессу. С дистанции 90 кабельтовых кораблями группы было выпущено 450 фугасных 130-мм снарядов, после чего в полном составе она покинула район стрельб и ушла полным ходом в Севастополь.
24 сентября в Севастопольской бухте в районе Сухарной балки он сел на мель, носовая часть до 10-го шпангоута свернута вправо, из-за чего вновь был поставлен на ремонт. В боевых действиях "Бдительный" начал участвовать в октябре 1941 года. Имел тактический номер 25. В ходе Крымской оборонительной операции 30 октября 1941 года он вместе с эсминцем "Шаумян" эвакуировал личный состав 119-го морского авиаполка из Донузлава в Севастополь. Затем ""Бдительный" участвовал в переброске сухопутных частей с Тендры и обороне Севастополя. 9 ноября 1941 он сел на мель у косы Тузла , повредив гребные винты и затопив среднюю котельную. Корабль был снят с мели и находился в ремонте в Туапсе до середины февраля 1942 года.

### Участие в боевых действиях в 1942 году
В феврале-марте 1942-го эсминец неоднократно выходил в море для обстрела позиций противника на приморском фланге Крымского фронта, а затем - в районе Владиславовки и Новомихайловки. 17 апреля он конвоировал санитарный транспорт "Сванетия", следовавший из Севастополя в Новороссийск. На переходе транспорт дважды атаковали бомбардировщики Люфтваффе - сначала 12, а затем 9 самолетов. Во время второго налета в "Сванетию" попали две торпеды, и в 16.30 она затонула. Через 17 минут последовала третья атака  непосредственно на "Бдительный". Эсминец, ведя плотный заградительный огонь и маневрируя, отразил налет и избежал попаданий. На месте гибели транспорта он подобрал из воды 143 человека и доставил их в Туапсе. Остальные находившиеся на "Сванетии" 753 человека утонули.
9 мая 1942 года эсминец обстреливал вражеские позиции на берегу Феодосийского залива, позже обеспечивал переходы кораблей и судов между Севастополем и портами Кавказа. С февраля по июнь 1942 года совершил 7 транспортных рейсов из Севастополя, перевезя на борту 2656 человек, в том числе 510 лежачих раненых. Всего на счету "Бдительного" 11 рейсов в осажденный город. Вместе с "Ташкентом" и "Безупречным" "Бдительный" стал одним из последних крупных боевых кораблей, прорвавшихся в осажденный Севастополь. 25 июня он доставил бойцов 142-й морской стрелковой бригады.
Вернувшись в Новороссийск, эсминец немедленно вышел в море - на сей раз он вместе с "Сообразительным" был послан навстречу тяжело поврежденному вражеской авиацией лидеру "Ташкент". Эсминцы выполнили задание: с их помощью искалеченный лидер сумел достичь базы. Это был последний поход "Бдительного".

### Гибель
2 июля 1942 года во время стоянки в Новороссийской бухте эсминец атаковали немецкие бомбардировщики принадлежащие к I. Gruppe Kampfgeschwader 76. Одна бомба весом около 500 кг попала в район первого машинного отделения. От ее взрыва сдетонировали боевые части двух торпед, находившихся в носовом торпедном аппарате. Корабль переломился на две части. Затем произошел взрыв в кормовом погребе. "Бдительный" быстро лег на грунт. Восстановлению эсминец не подлежал. В 1948-1952 годах он был поднят по частям и сдан на слом.

## Командиры[1]
- капитан-лейтенант Н. И. Боярский (до 26.9.1941);
- капитан 3 ранга А. М. Ованесянц (до 20.3.1942);
- капитан 3 ранга А. Н. Горшенин (с 20.3.1942 по 2.7.1942).